# Montevideo Wanderers
Montevideo Wanderers Fútbol Club (normalt bare kendt som Montevideo Wanderers eller bare Wanderers) er en uruguayansk fodboldklub fra hovedstaden Montevideo. Klubben spiller i landets bedste liga, Primera División Uruguaya, og har hjemmebane på Estadio Viera. Klubben blev grundlagt den 15. august 1902, og har siden da vundet tre uruguayanske mesterskaber.

## Titler
- Uruguayansk Liga (5): 1906, 1909, 1931

## Kendte spillere
- Enzo Francescoli
- Obdulio Varela
- Pablo Bengoechea
- Sebastián Eguren
- Pablo García
- Jorge Barrios
- Fernando Muslera

## Danske spillere
- Ingen